# Harry Smith
Harry James Smith (ur. 31 lipca 1888 w Bronksie, zm. 20 listopada 1961 w Mitchell) – amerykański lekkoatleta, uczestnik igrzysk olimpijskich w Sztokholmie, w 1912.

## Występy na igrzyskach olimpijskich
Smith wystartował tylko raz na igrzyskach olimpijskich w 1912. Brał udział w maratonie, który się odbył 14 lipca 1912 Dystans 40,2 km przebiegł w czasie 2:52:53,8 h zajmując 17. miejsce.

## Rekordy życiowe
- maraton – 2:27:46 h (1912)